# Gitega (Sektor)
Gitega (Kinyarwanda Umurenge wa Gitega) ist einer von 10 Sektoren des Distrikts Nyarugenge in Kigali, Ruanda.

## Geographie
Der Sektor hat eine Fläche von 1,2 km² und liegt auf einer Höhe von etwa 1450 m. Nachbarsektoren sind im Norden Muhima, im Osten Nyarugenge, im Süden Rwezamenyo und im Westen Kimisagara. Der Sektor unterteilt sich in die sechs Zellen Akabahizi, Akabeza,  Gacyamo, Kinyange, Kigarama und Kora.

## Bevölkerung
Nach Stand der Volkszählung von 2022 liegt die Einwohnerzahl bei 26.668. Zehn Jahre zuvor waren es 28.728, was einem jährlichen Bevölkerungsrückgang von 0,74 Prozent zwischen 2012 und 2022 entspricht.

## Kultur
Im Sektor befindet sich das Kandt-Haus-Museum.